# Бруси ле Гран
Бруси ле Гран (фр. Broussy-le-Grand) насеље је и општина у североисточној Француској у региону Шампањ-Арден, у департману Марна која припада префектури Еперне.
По подацима из 2011. године у општини је живело 311 становника, а густина насељености је износила 14,59 становника/km². Општина се простире на површини од 21,31 km². Налази се на средњој надморској висини од 110 метара.

## Демографија
| 1962. | 1968. | 1975. | 1982. | 1990. | 1999. | 2011. |
| ----- | ----- | ----- | ----- | ----- | ----- | ----- |
| 247   | 260   | 225   | 248   | 258   | 257   | 311   |

График промене броја становника у току последњих година